# Блеквілл (парафія, Нью-Брансвік)
Блеквілл (англ. Blackville) — парафія в Канаді, у провінції Нью-Брансвік, у складі графства Нортамберленд.

## Населення
За даними перепису 2016 року, парафія нараховувала 2028 осіб, показавши скорочення на 8,4%, порівняно з 2011-м роком. Середня густина населення становила 2,5 осіб/км².
З офіційних мов обидвома одночасно володіли 80 жителів, тільки англійською — 1 815. Усього 20 осіб вважали рідною мовою не одну з офіційних.
Працездатне населення становило 50,8% усього населення, рівень безробіття — 30,4% (36,8% серед чоловіків та 23,5% серед жінок). 88,1% осіб були найманими працівниками, а 5,4% — самозайнятими.
Середній дохід на особу становив $32 459 (медіана $25 856), при цьому для чоловіків — $38 095, а для жінок $26 329 (медіани — $33 792 та $19 371 відповідно).
29% мешканців мали закінчену шкільну освіту, не мали закінченої шкільної освіти — 34,4%, 36,6% мали післяшкільну освіту, з яких 14% мали диплом бакалавра, або вищий, 10 осіб мали вчений ступінь.
| Статево-вікова структура населення | Статево-вікова структура населення | Статево-вікова структура населення | Статево-вікова структура населення | Статево-вікова структура населення |
| ---------------------------------- | ---------------------------------- | ---------------------------------- | ---------------------------------- | ---------------------------------- |
|                                    |                                    |                                    |                                    |                                    |
| Всього                             | Всього                             | 54,1%45,9%                         |                                    |                                    |
| 0 — 14 років                       | 0 — 14 років                       |                                    | 11,9%                              | 11,9%                              |
| 15 — 64 років                      | 15 — 64 років                      |                                    | 65,7%                              | 65,7%                              |
| 65 і більше                        | 65 і більше                        |                                    | 22,5%                              | 22,5%                              |
| 85 і більше                        | 85 і більше                        |                                    | 2,2%                               | 2,2%                               |
| Середній вік (років)               | Середній вік (років)               | 45,047,0                           | 45,9                               | 45,9                               |
| Медіана (років)                    | Медіана (років)                    | 47,251,0                           | 49,0                               | 49,0                               |
| — чоловіки — жінки                 |                                    |                                    |                                    |                                    |

| Походження мешканців:     | Походження мешканців:     | Походження мешканців: | Походження мешканців: | Походження мешканців: |
| ------------------------- | ------------------------- | --------------------- | --------------------- | --------------------- |
| Походження                |                           |                       | осіб                  | %                     |
| Корінні американці        | Корінні американці        |                       | 35                    | 1.85%                 |
| Інше північноамериканське | Інше північноамериканське |                       | 1 170                 | 61.9%                 |
| Європейське               | Європейське               |                       | 1 100                 | 58.2%                 |
| британське                | британське                |                       | 1 035                 | 54.76%                |
| французьке                | французьке                |                       | 195                   | 10.32%                |

| Зайнятість населення за галузями (за класифікацією NOC): | Зайнятість населення за галузями (за класифікацією NOC): | Зайнятість населення за галузями (за класифікацією NOC): | Зайнятість населення за галузями (за класифікацією NOC): | Зайнятість населення за галузями (за класифікацією NOC): |
| -------------------------------------------------------- | -------------------------------------------------------- | -------------------------------------------------------- | -------------------------------------------------------- | -------------------------------------------------------- |
|                                                          |                                                          |                                                          |                                                          |                                                          |
| Управління                                               | Управління                                               |                                                          | 3,2%                                                     | 3,2%                                                     |
| Бізнес, фінанси та адміністрування                       | Бізнес, фінанси та адміністрування                       |                                                          | 8,3%                                                     | 8,3%                                                     |
| Природничі та прикладні науки                            | Природничі та прикладні науки                            |                                                          | 3,2%                                                     | 3,2%                                                     |
| Охорона здоров'я                                         | Охорона здоров'я                                         |                                                          | 8,3%                                                     | 8,3%                                                     |
| Освіта, правозахист, муніципальні та урядові служби      | Освіта, правозахист, муніципальні та урядові служби      |                                                          | 13,4%                                                    | 13,4%                                                    |
| Роздрібна торгівля та послуги                            | Роздрібна торгівля та послуги                            |                                                          | 23,6%                                                    | 23,6%                                                    |
| Гуртова торгівля, транспорт та обладнання                | Гуртова торгівля, транспорт та обладнання                |                                                          | 26,8%                                                    | 26,8%                                                    |
| Природні ресурси, сільське господарство                  | Природні ресурси, сільське господарство                  |                                                          | 7,6%                                                     | 7,6%                                                     |
| Виробництво                                              | Виробництво                                              |                                                          | 5,7%                                                     | 5,7%                                                     |

## Клімат
Середня річна температура становить 4,7°C, середня максимальна – 23,4°C, а середня мінімальна – -17,3°C. Середня річна кількість опадів – 1 122 мм.
| Клімат поселення                              | Клімат поселення | Клімат поселення | Клімат поселення | Клімат поселення | Клімат поселення | Клімат поселення | Клімат поселення | Клімат поселення | Клімат поселення | Клімат поселення | Клімат поселення | Клімат поселення | Клімат поселення |
| Показник                                      | Січ.             | Лют.             | Бер.             | Квіт.            | Трав.            | Черв.            | Лип.             | Серп.            | Вер.             | Жовт.            | Лист.            | Груд.            |                  |
| Середній максимум, °C                         | −3,98            | −2,22            | 3,31             | 9,49             | 16,49            | 22,21            | 23,39            | 22,38            | 17,50            | 11,46            | 5,33             | −2,47            |                  |
| Середня температура, °C                       | −10,65           | −8,89            | −3,37            | 2,83             | 9,83             | 15,54            | 19,02            | 18,02            | 13,15            | 7,11             | 0,96             | −6,83            |                  |
| Середній мінімум, °C                          | −17,32           | −15,56           | −10,04           | −3,84            | 3,14             | 8,86             | 14,66            | 13,67            | 8,77             | 2,75             | −3,4             | −11,2            |                  |
| Норма опадів, мм                              | 97               | 75               | 87               | 82               | 108              | 92               | 103              | 91               | 90               | 99               | 104              | 94               |                  |
| Середньомісячна швидкість вітру, м/с          | 3.50             | 3.48             | 3.67             | 3.60             | 3.30             | 2.80             | 2.60             | 2.50             | 2.70             | 3.00             | 3.20             | 3.40             |                  |
| Середньомісячна сонячна радіація, кДж/м²·день | 5273             | 8686             | 12430            | 15372            | 18140            | 20267            | 19869            | 17502            | 13036            | 8177             | 4858             | 3995             |                  |
| --------------------------------------------- | ---------------- | ---------------- | ---------------- | ---------------- | ---------------- | ---------------- | ---------------- | ---------------- | ---------------- | ---------------- | ---------------- | ---------------- | ---------------- |
| Джерело:                                      |                  |                  |                  |                  |                  |                  |                  |                  |                  |                  |                  |                  |                  |